# Croix de Kervegan
La croix de Kervegan est située à Ploemeur dans le Morbihan.

## Historique
La croix de Kervegan est érigée en 1613, date qui est inscrite sur le registre supérieur de son soubassement.
Elle fait l’objet d’une inscription au titre des monuments historiques depuis le 7 mai 1937.